# ВАД (компания)
ВАД (Высококачественные автомобильные дороги) — российская дорожно-строительная компания, акционерное общество. Работает по всей стране; в частности, в Крыму.
Из-за строительства дороги в Крыму находится под санкциями всех стран Евросоюза, США, Швейцарии, Украины и Канады

## История
- Акционерное общество «ВАД» зарегистрировано Постановлением № 330 от 26 мая 1994 года Выборгской районной администрации Санкт-Петербурга.
- 2000 год — компания вышла за пределы Петербурга:
  - в Карелию и Вологодскую область;
  - затем — на рынок Мурманска и Калининграда.
- 13 января 2017 года — ЗАО «ВАД» переименовано в АО «ВАД».
- ЗАО «ВАД» имеет лицензию на осуществление работ с использованием сведений, составляющих государственную тайну ГТ № 0039699, регистрационный номер 6856 от 4 февраля 2013 года.
- ЗАО «ВАД» имеет свою Центральную лабораторию, которая осуществляет все виды испытаний при контроле:
  - качества грунтов,
  - дорожно-строительных материалов,
  - строительной продукции и
  - дорожно-строительной продукции.
  - Свидетельство об аттестации № СТ-0336 от 07 июня 2013
- С 2004 года на предприятии внедрена и функционирует Система менеджмента качества, сертифицированная по стандарту ИСО 9001.
  - Сертификат соответствия № 13.0281.026 от 13 марта 2013 года.

Выручка компании в 2020 году составила 85,1 млрд рублей.
В 2020 году «ВАД» получила подряд на строительство трассы Симферополь — Мирный. Стоимость госконтракта — 32,6 млрд рублей, срок — до 30 декабря 2021 года.

### Объекты
- Трасса Таврида (2018—2020)
- автоподходы к Крымскому мосту

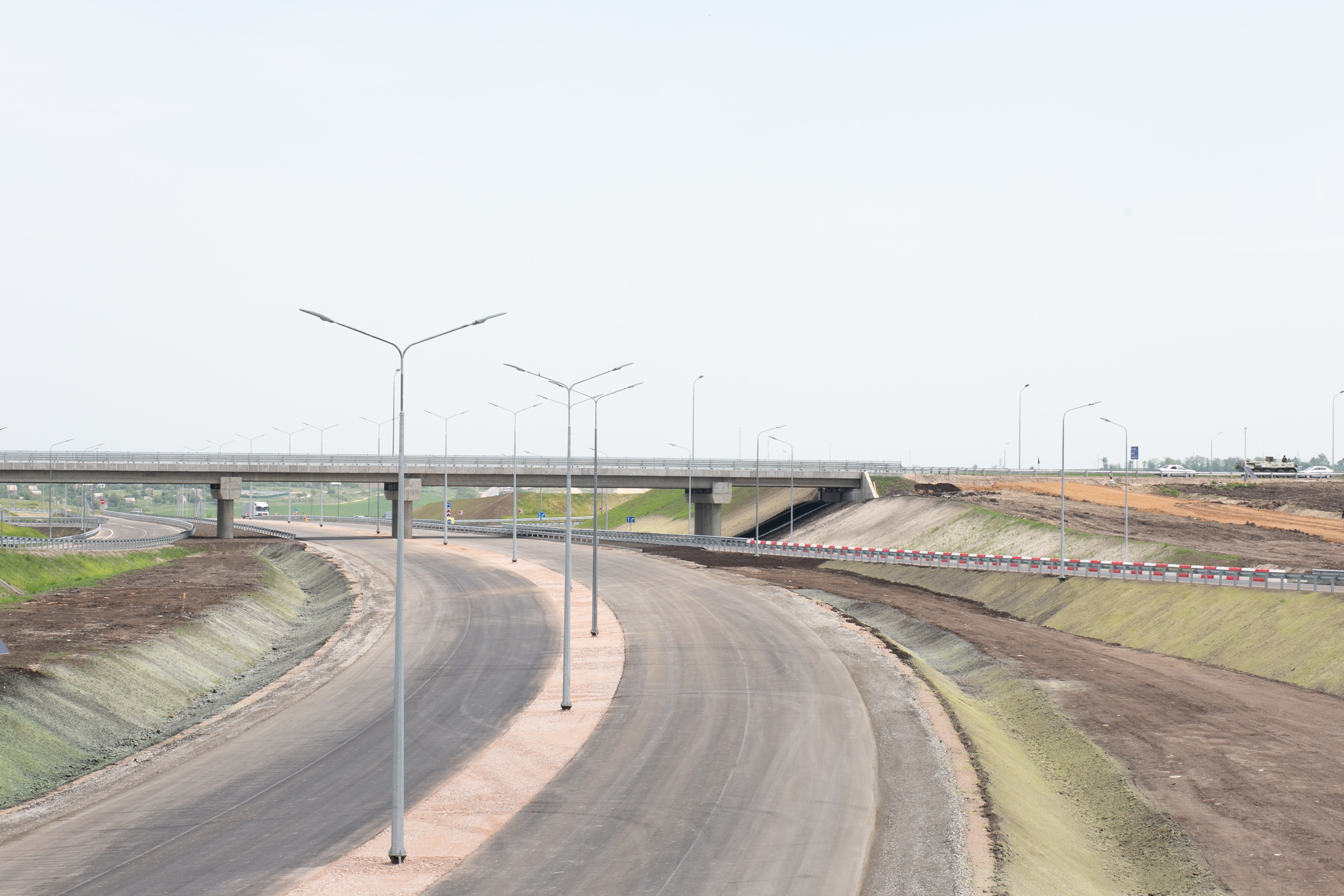
Строительство трассы «Таврида»

- Дорожная сеть города Керчь: реконструкция и развитие.
- Автомобильная дорога М12 Москва-Казань 3 этап. (2021—2023)
- Трасса Р23 31-54 км
- Трасса Р21 51-68 км, 1378—1381 км, обход Мурманска, подъезд к Североморску
- Трасса А181 47-134 км
- Трасса Сортавала от КАД до Лосево, участки у Приозерска,Ихалы и Крошнозеро
- КАД(северный участок)
- Обход Вологды на М8
- Архангельский мост в Череповце
- Трасса Симферополь-Евпатория-Мирный
- Юго-восточный обход Симферополя
- Трасса А119 в Вологодской области
- Трасса А123 143—193 км
- Приморское кольцо (Калининградская область) (с 2009 - по настоящее время)

#### По годам
- 2018
  - Суммарная протяжённость построенных и отремонтированных компанией «ВАД» за год автомобильных дорог составила 753,3 км.
  - В этом году АО «ВАД» осуществляло функции генеральной подрядной организации по строительству, реконструкции и ремонту автомобильных дорог в Вологодской, Ленинградской, Мурманской, Костромской и Калининградской областях, Республике Карелия и Республике Крым, Санкт-Петербурге и Севастополе.
- 2019
  - Суммарная протяжённость построенных и отремонтированных компанией «ВАД» за год автомобильных дорог составила 668,7 км.
- 2020
  - Суммарная протяжённость построенных и отремонтированных компанией «ВАД» за год автомобильных дорог составила 1316,9 км.

## Награды
- АО «ВАД» признано победителем конкурса «Дороги России — 2020» в номинации «Лучшая дорожная подрядная организация»;
- компания стала лауреатом VII Национальной премии «Формула движения»[4] в номинации «Лучший инфраструктурный проект федерального значения»;
- Генеральному директору АО «ВАД» В. В. Абрамову присвоено почётное звание «Заслуженный работник транспорта Российской Федерации»;
- Первый заместитель генерального директора АО «ВАД» В. П. Перевалов[5] награждён орденом Почёта;
- 10 работникам АО «ВАД» объявлена благодарность Президента Российской Федерации;
- 2 сотрудника награждены нагрудным знаком «Почётный работник транспорта России»;
- 9 специалистов компании награждены нагрудным знаком «Почётный дорожник России»;
- 1 сотрудник удостоен медали «За строительство транспортных объектов»;
- 77 работников награждены медалью «За развитие транспортной системы Крыма»;

## Санкции
26 января 2018 года компания попала под санкции США как «ответственная за строительство трассы „Таврида“ в Крыму»
31 июля 2018 года компания включена в санкционный список всех стран Евросоюза из-за «поддержки присоединение незаконно аннексированного Крымского полуострова к Российской Федерации». Евросоюз отмечает что компания «является генеральным подрядчиком строительства автодороги Таврида в Крыму, дороги через Керченский мост и подъездов к нему».
15 марта 2019 года Канада ввела санкции против АО «ВАД» из-за «агрессивных действий» России в Чёрном море и Керченском проливе, а также из-за аннексии Крыма.
Также компания находится в санкционных списках Швейцарии и Украины